# Foma Bohemia
Foma Bohemia — чешское предприятие, производитель фотографических материалов для чёрно-белой фотографии. Основано в 1921 году как завод в городе Градец-Кралове, затем, после окончания Второй мировой войны, превратилось в объединение под названием «Fotochema», впоследствии переименованное в 1995 году после приватизации.

## История
В первой половине XX века на территории современной Чешской Республики было построено несколько заводов по производству фотографических материалов в городах Брно (1914), Кутна-Гора (1919) и ряде других. Самым крупным из них был завод, основанный в 1921 году в городе Градец-Кралове, выпускавший первоначально фотопластинки и фотореактивы для них. В дальнейшем предприятие расширило спектр выпускаемой продукции, добавив к ней фотобумагу и фотоплёнки. Ещё до начала Второй мировой войны товары под маркой «Foma» стали экспортироваться в страны Европы.
После окончания Второй мировой войны предприятия были национализированы и на их основе было создано национальное объединение «Fotochema» с главным заводом в Градец-Кралове и заводами в городах Брно, Бланско и Чешски Брод. Среди предприятий, входивших в то время в объединение, был научно-исследовательский институт и клиентские сервисные отделения «Сервис-Фома». В 1970-е годы более 60 % продукции предприятия экспортировались за рубеж, в страны СЭВ. Объединение также производило некоторые товары по лицензиям западных фирм из США и ФРГ; в числе подобных продуктов, были, например, кассеты Kodapack для плёнки типа «Супер-8».
В настоящее время (2019 год) предприятие является крупным международным производителем медицинских рентгеновских плёнок, материалов для промышленной радиографии, черно-белых фотобумаг, фотоплёнок и фотореактивов.

## Продукция

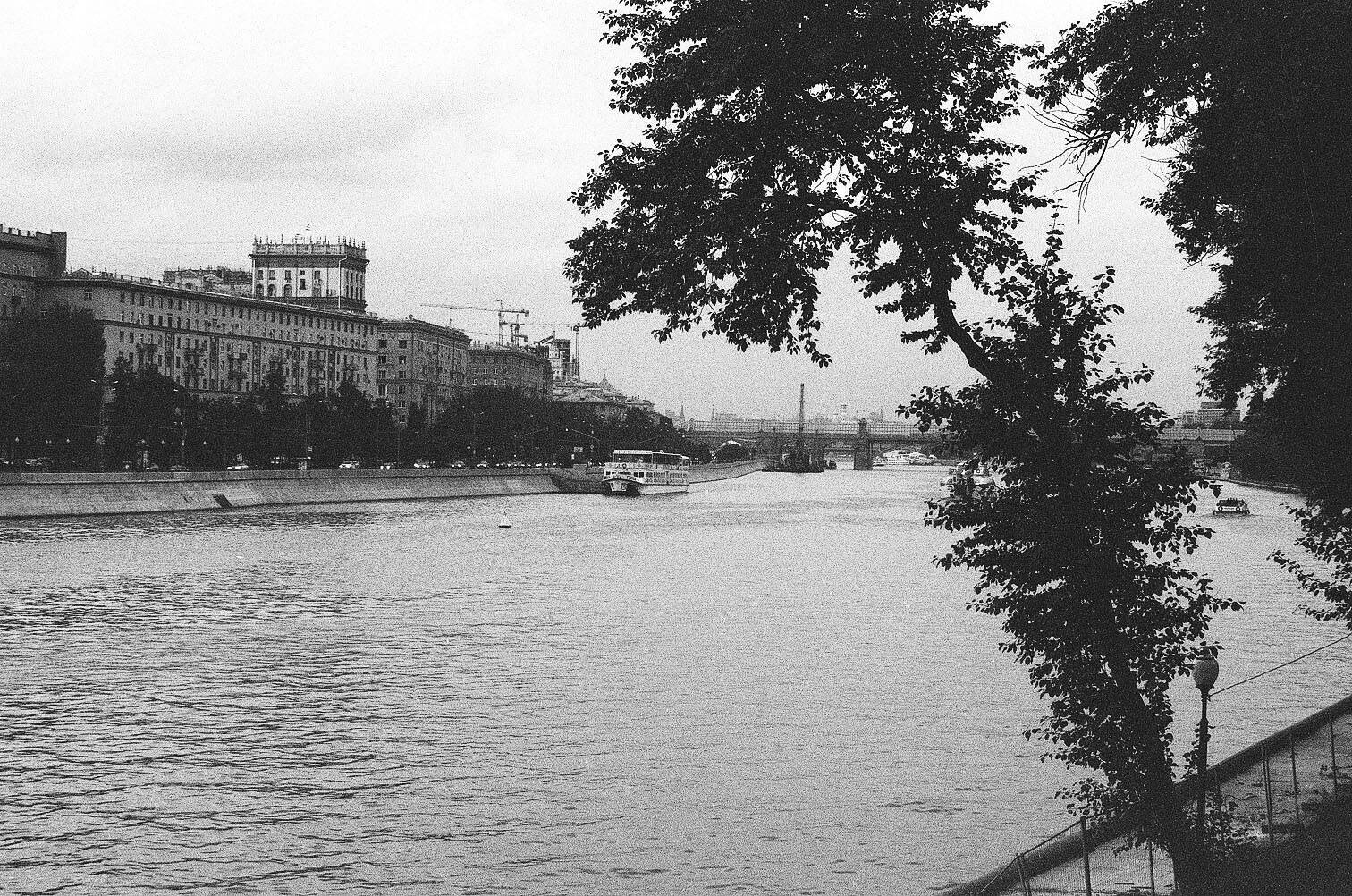
Вид на Москву-реку от Андреевского моста, снято на фотоплёнку Fomapan 100 35мм.

В отличие от многих других производителей фотографических материалов для аналоговой фотографии, свернувших производство или сокращающих ассортимент, Foma продолжает разрабатывать новые материалы. Например, в мае 2015 году она представила новую фотоплёнку Retropan 320 Soft, а в 2017 году выпустила новый тип фотобумаг для бромойля — Fomabrom Variant IV 123 BO.

### Выпускаются в настоящее время
Ассортимент продукции фирмы на декабрь 2024 года:

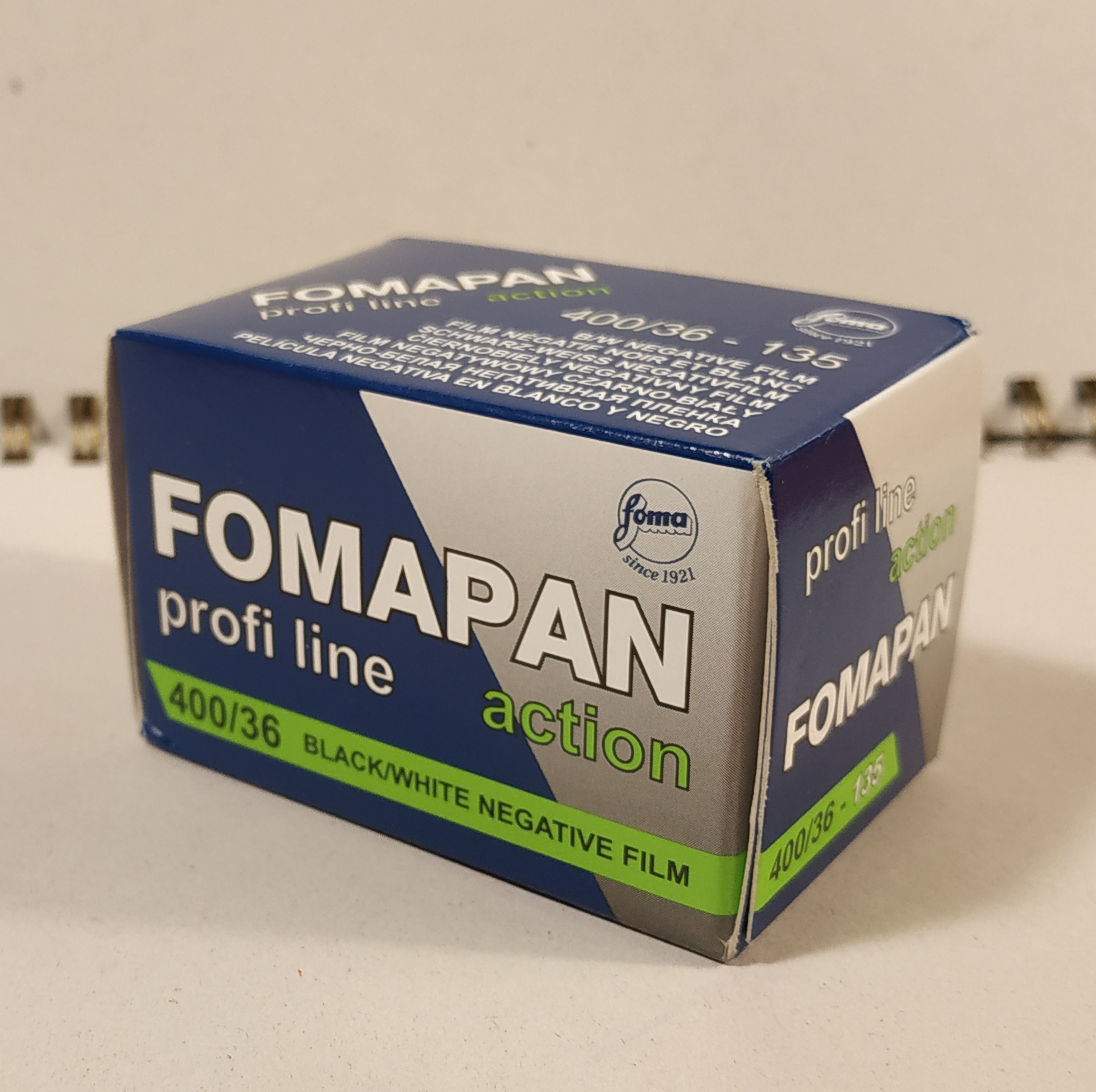
Fomapan 400 (выпущена в 2019)

- Fomapan 400 (выпущена в 2019)Fomapan — чёрно-белые негативные фотоплёнки со светочувствительностью 100, 200 и 400 ISO[5];
- Retropan 320 Soft — чёрно-белая негативная фотоплёнка со светочувствительностью 320 ISO[5];
- Fomapan R 100 — чёрно-белая обращаемая киноплёнка со светочувствительностью 100 ISO[5];
- Fomabrom, Fomabrom Variant III, Fomabrom Variant IV, Fomalux 111, Fomaspeed, Fomatone MG Classic, Fomaspeed Variant III, Fomatone MG Classic 532-II, 542-II — чёрно-белые фотобумаги[6], в том числе:
  - Fomabrom Variant IV 123 BO — чёрно-белая мультиконтрастная хлоробромосеребряная фотобумага для бромойля и других альтернативных процессов[7], заменила Fomabrom Variant IV 123;
- Фотографические эмульсии[6].

### Сняты с производства

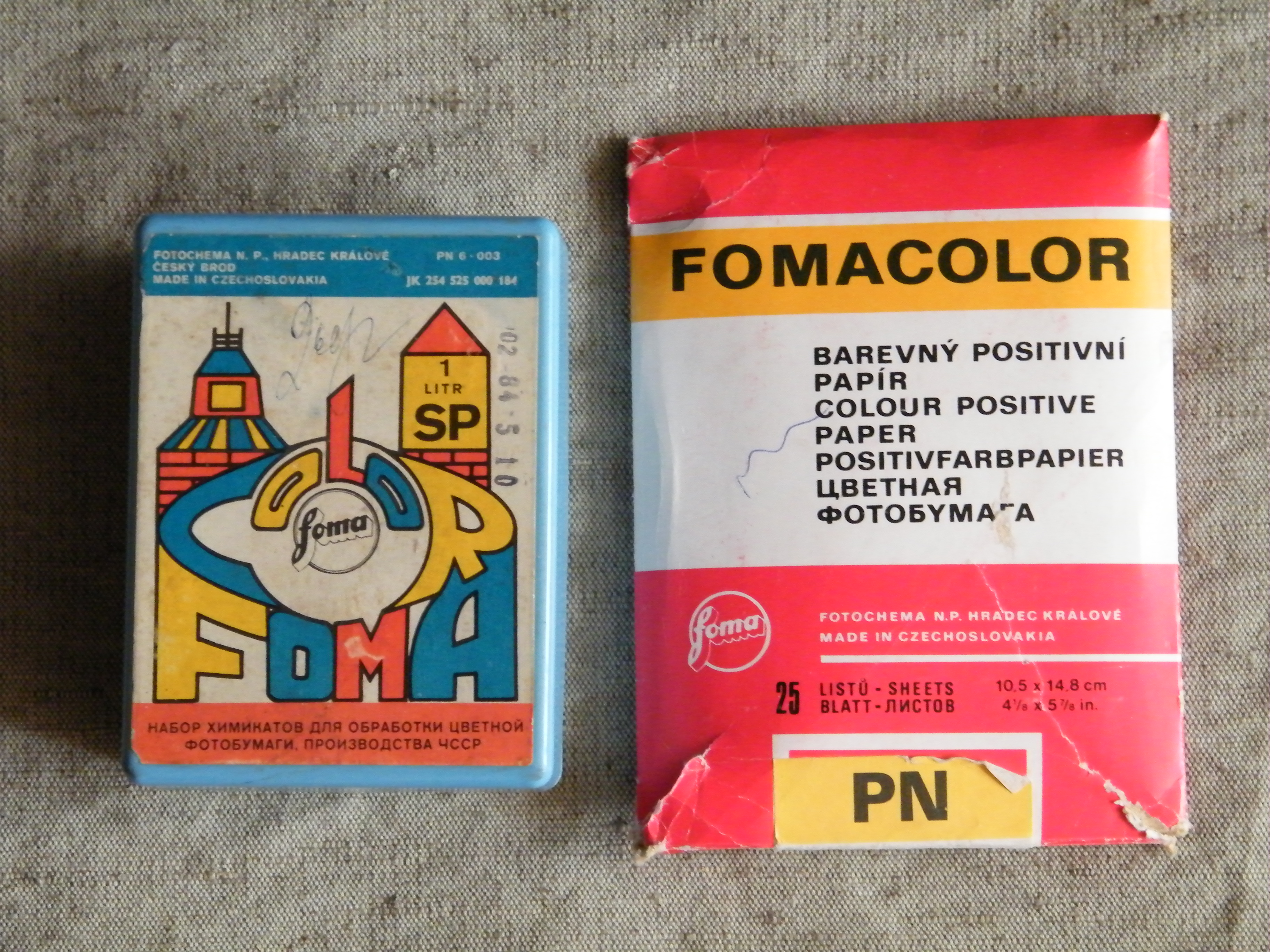
Фотобумага Fomacolor PN и набор химикатов Fomacolor SP для её лабораторной обработки (Чехословакия, 1980-е годы).

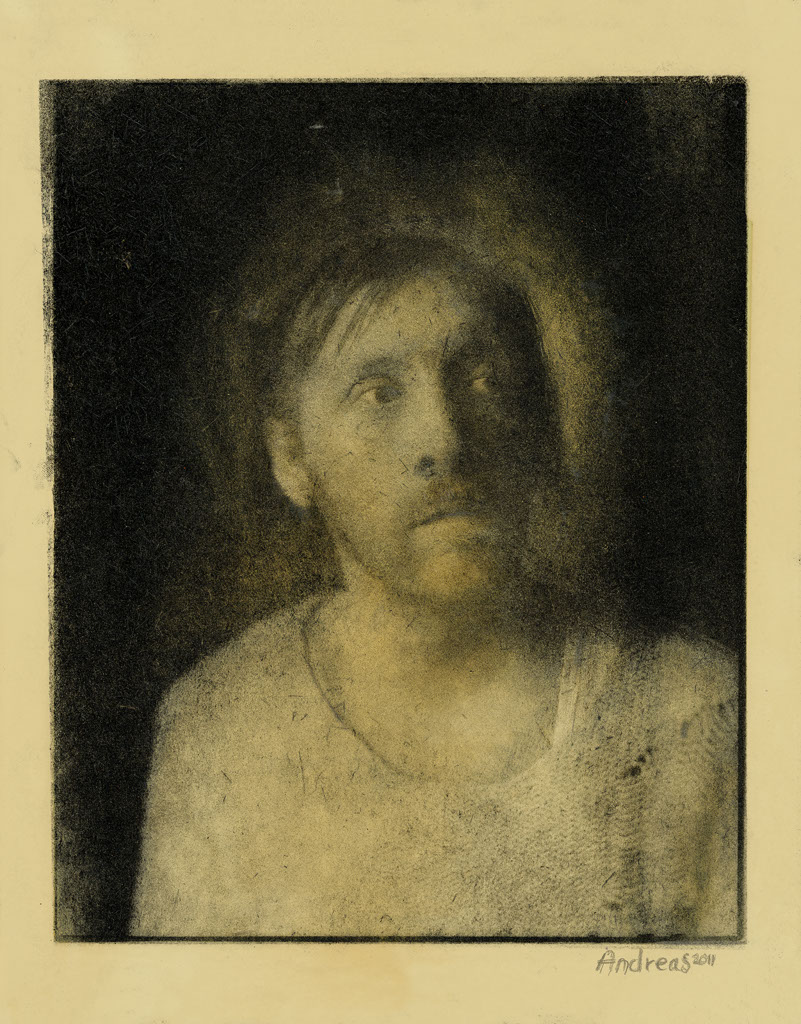
Портрет в технике бромойль, выполненный на бумаге Fomabrom Variant IV 123.

- Fomachrom — цветные обращаемые фотоплёнки типов Д-18, Д-20 и Д-22 (число обозначает светочувствительность в DIN). Для обработки этих плёнок выпускались наборы фотохимии Fomachrom Set. От других цветных обращаемых плёнок стран СЭВ отличались использованием метола в первом проявителе и уменьшенным временем засветки (1 мин с каждой стороны), так как цветной проявитель включал основание этилендиамина, активировавшего обращение[8];
- Fomacolor PN — цветная фотобумага нормальной контрастности для печати с немаскированных негативов. Для обработки выпускался набор Fomacolor SP[9];
- Fomacolor PM — цветная фотобумага нормальной контрастности для печати с маскированных негативов. Для обработки выпускался набор Fomacolor SM[9];
- Fomabrom Variant IV 123 — чёрно-белая мультиконтрастная хлоробромосеребряная фотобумага для бромойля и альтернативных процессов[10], снята с производства в 2016;